# キア・ペガス
キア・ペガス（Kia Pages、中国名：煥馳）は、起亜自動車が製造・販売しているサブコンパクトセダンである。ペガスの車名は中国および中東地域で使用され、東南アジアや南米市場ではキア・ソルート (Kia Soluto) の車名で販売される。

## 概要
リオより廉価なセダンで、元々は中国の若年層をターゲットに開発され、後に新興諸国に投入されている。ヒュンダイ・PBプラットフォームを使用するUB/QB型リオをベースに開発されており、ヒュンダイ・レイナは兄弟車にあたる。2570mmのホイールベースと475リットルのトランクスペースを確保している。
2017年8月から中国で発売開始し、2018年にはエジプトにも投入された。2019年1月30日にはアヤラ・コーポレーションがディストリビューターとなったフィリピンでソルートとして販売が開始され、同年9月にはベトナムでも販売開始された。
ペガス/ソルートは中国・東風悦達起亜汽車の塩城工場にて生産が行われるほか、ベトナム・タコのチュライ工場でもCKD組立が行われている。タコからはミャンマーへの輸出が行われている。